# Kranjci (Labin)
Kranjci is een plaats in de gemeente Labin in de Kroatische provincie Istrië. De plaats telt 96 inwoners (2001).